# Laterala ventriklar

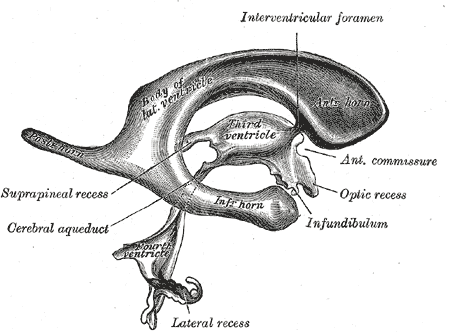
Översiktsbild över hjärnans hålrum.

Laterala ventriklarna är de två av hjärnans totalt fyra ventriklar. De befinner sig i storhjärnans högra och vänstra hemisfär. Dessa hålrum har sitt ursprung i embryots nervrör. De skiljs åt genom en skiljevägg, septum pellucidum, dräneras till den tredje ventrikeln genom "interventricular foramen", eller Monros foramen.

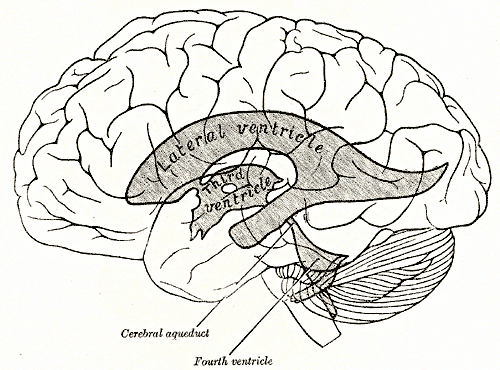
I samband med hjärnans yta.